# Професионалац (филм из 2003)
Професионалац је српски хумористичко-драмски филм из 2003. године у режији Душана Ковачевића, који је написао и сценарио по својој истоименој позоришној представи. Главне улоге тумаче Бора Тодоровић и Бранислав Лечић. Радња прати бившег агента обавештајне службе (Тодоровић), сада таксисте, који се суочава са бившим универзитетским професором (Лечић), који је сада директор фирме. Као и многа друга Ковачевићева дела, ова драма са елементима комедије са пуно цинизма и ироније говори о овдашњем менталитету и апсурду живљења у полицијској држави.
Професионалац је био српски кандидат за Оскара, у категорији за најбољи филм ван енглеског говорног подручја, али није ушао у ужи избор за награду.

## Радња
Теодор „Теја” Крај, бивши професор књижевности на Филозофском факултету, сада је директор велике издавачке куће. Његови радници, предвођени Јованом Петровићем, планирају штрајк у знак протеста против приватизације. Теја игнорише њихове захтеве и фокусира се на планирање вечере са својом секретарицом и љубавницом Мартом, поводом свог 48. рођендана.
Неочекивано, у његову канцеларију улази непознати човек са великим кофером и актовком, који инсистира да разговара с њим. Представља се као писац и доноси Теји четири књиге за објављивање, тврдећи да садрже поверљиве информације и да их је тајно укоричила његова ћерка. Разговор прекида Јован, који покушава да убеди Теју да разговара са радницима. Јован се свађа с Мартом, признајући да туче своју супругу, што додатно разбесни Теју.
Непознати човек се представља као Лука Лабан, бивши агент Државне безбедности, и открива да је десет година пратио и свакодневно извештавао о Тејиним активностима. Након што је пензионисан после Петооктобарске револуције, његова ћерка Ана, Тејина бивша девојка, сакупила је све његове извештаје у четири књиге и навела Теју као аутора. Ана сада живи у Канади и одбија сваки контакт с оцем.
Филм кроз флешбекове приказује низ ситуација у којима је Лука надзирао Теју и његове пријатеље, Макија и Гипсаног, док су се борили против Милошевићевог режима. Лука је први пут видео Теју током демонстрација 9. марта 1991. године. Две године касније, прерушен у продавца новина, инфилтрирао се у његово друштво. Том приликом је у тоалету покушао да обеси Теју својим каишом, али је грешком умало убио другог човека.
Теја сумња у Луку због његове наизглед велике упућености у уметност и филозофију, али Лука тврди да је то научио пратећи Теју. Лука му признаје да га је 1995. године, два дана након пада Книна, из беса због Тејине антирежимске активности намерно прегазио аутомобилом, због чега је овај завршио у болници. Лука га је тада посетио прерушен у доктора, а Теја му је, када га је овај питао која га страна служба плаћа, одгризао уво. Њих двојица се у садашњости смеју овом догађају.
Лука отвара кофер пун предмета које је Теја изгубио током година, најчешће док је био пијан, и присећа се прича везаних за њих. Открива да је посматрао Теју и Ану, чак и прислушкивао њихов сусрет у једном клубу док је био прерушен у Деда Мраза. Након што је Ана сазнала за његове активности, доживела је нервни слом и преселила се у Канаду. Лука признаје да је факултету достављао фотографије Теје и Ане, због чега је Теја добио отказ, а Ана напустила студије. Лука се у том периоду предао алкохолу, али и даље сматра да су његове акције биле оправдане. Када Теја поново прети да ће га убити, Марта га прекида вестима о блокади улице од стране штрајкача.
Лука тада открива да је Јован заправо оперативaц Државне безбедности под кодним именом „Троцки”, задужен за манипулацију синдикатима. Искористивши свој ауторитет, Лука прекида штрајк. Он и Теја разговарају о томе како би, да је Јован убио Марту и Теју, цела ситуација била приказана као злочин из страсти или самоубиство, потврђујући да се тајна полиција никада није заиста реформисала, већ да су само неки агенти уклоњени.
Лука затим подсећа Теју на још један догађај – ноћ када је, након очеве сахране, пијан изгубио очев златни прстен. Лука му га враћа и открива да му је једном већ спасао живот. На повратку с путовања, Теја је испао из воза, а Лука га је пронашао и однео на сигурно, плашећи се да би Ана могла помислити да га је убио.
На крају, Лука признаје да сада ради као таксиста и да није тражио ништа осим да Теја узме књиге и рукопис „његове” драме, што се заправо односи на аудио записе њиховог разговора. Лука му даје Анин број телефона и моли га да јој јави да су се растали као људи. У редитељској верзији, открива се да их је све време посматрала Државна безбедност.

## Улоге
| Глумац                 | Улога                                    |
| ---------------------- | ---------------------------------------- |
| Бора Тодоровић         | мајор ДБ Лука Лабан                      |
| Бранислав Лечић        | Теодор „Теја” Крај                       |
| Наташа Нинковић        | Марта, секретарица                       |
| Драган Јовановић       | Гипсани, Тејин пријатељ                  |
| Јосиф Татић            | Маки, Тејин пријатељ                     |
| Миодраг Крстовић       | Јован Петровић, спавач-доушник Троцки    |
| Рената Улмански        | Тејина мајка                             |
| Милош Стојановић       | Марко                                    |
| Горица Поповић         | Новинарка                                |
| Љиљана Драгутиновић    | Радница 1                                |
| Дана Тодоровић         | Ана, Лукина ћерка                        |
| Сергеј Трифуновић      | Тихи лудак                               |
| Аљоша Вучковић         | Келнер                                   |
| Столе Новаковић        | Тејин отац                               |
| Ненад Ненадовић        | Збуњени вук у склоништу                  |
| Момчило Бајагић Бајага | Шеф оркестра                             |
| Лена Ковачевић         | Певачица                                 |
| Бранко Кнежевић        | Певач                                    |
| Вања Јанкетић          | Портир                                   |
| Сандра Балабан         | Чистачица                                |
| Оља Пешић              | Радница 2                                |
| Катица Жели            | Радница 3                                |
| Јован Мандић           | Јоца Мандић, човјек којег туку у затвору |
| Милан Ст. Протић       | Прогнозер 1                              |
| Предраг Марковић       | Прогнозер 2                              |
| Марко Стојановић       | Човек са главом                          |
| Бранко Косар           | Музичар/Ловац                            |
| Бранко Ђурић           | Шеф ресторана                            |
| Тања Лешић             | Келнерица                                |
| Божидар Ђуровић        | Поштар                                   |
| Татјана Торбица        | Жена ловац                               |
| Лепомир Ивковић        | Високи ловац                             |
| Гордан Јовановић       | Средњи ловац                             |
| Рас Растодер           | Портир/Келнер                            |
| Дуле Стојановић        | Тејин син                                |
| Данусија Атаљанц       | Медицинска сестра                        |
| Мартин Цандир          | Фотограф                                 |
| Слободан Иветић        | Тејин пријатељ                           |
| Надица Свилар          | Стриптизета                              |
| Душан Ашковић          | Полицајац                                |
| Ненад Стојановић       | Оперативац                               |
| Жељко Божић            | Човек кога замало прегази Лука           |
| Вељко Деспотовић       | Човек у кафани                           |
| Миња Вујновић          | Обезбеђење                               |

## Разлике између филма и драме
- Главна разлика између филма и драме се огледа у времену одвијања радње. С обзиром на то да ју је Ковачевић написао 1989. године, радња драме се дешава у време пада комунизма, док је за потребе филма измештена у период између 1991. и 2001. године, делом и због своје универзалности.
- Лик Луке Лабана је претрпео одређене измене у односу на драму, делом и због промене глумца. У филму, он бива превремено пензионисан након смене власти, док у драми остаје без посла због тога што је постао близак идејама Теодора Краја, човека кога је годинама пратио.
- У филму, Лабан је хладнокрвнији, суровији и идеолошки задрт човек, лојалнији комунистичкој филозофији.
- Док је у драми пропали књижевник, у филму је Теодор Крај и професор књижевности на Филозофском факултету који бива отпуштен због Лабана.
- У филму, Лабан има ћерку Ану која је, поред тога што је била Тејина студенткиња, са њим била и у интимној вези. Са друге стране, у драми има сина Милоша, који је био професор књижевности и близак је Тејиним ставовима и уверењима.
- У драми, однос Теје са секретарицом Мартом је формалнији, иако су заљубљени једно у друго. У филму је њихов однос далеко експлицитнији; имали су аферу још док је Марта била удата.
- Поред тога што је удовица самоубице, у драми је Марта и мајка тешко болесног детета.
- У драми Теодор Крај настоји да спаси фирму од пропасти. Међутим, у филму је далеко мање заинтересован за судбину фирме која се приватизује, због чега радници припремају штрајк.
- Лик Лудака који у драми захтева повратак својих рукописа у филму је замењен Јованом, председником штрајкачког одбора. Код оба лика је заједничко то што се повлаче када препознају Лабана у Тејиној канцеларији, што означава надгледање од стране службе безбедности и њену свеприсутност.
- Цела драма, односно позоришна представа, догађа се у Тејиној канцеларији, добрим делом из техничких разлога. Међутим, у филму се јединство места и времена радње разбија тако што се приказују флешбекови са сценама из прошлости.

## Занимљивости
- Према речима копродуцента Предрага Јаковљевића, идеја о екранизацији драме настала је 1999. године од стране Богдана Диклића, који је у позоришној представи тумачио улогу Теодора Теје Краја.[6] Упркос томе, за улогу у филму одабран је Бранислав Лечић, добрим делом због свог активног учешћа у демонстрацијама против Милошевићевог режима. У циљу приказивања Тејине прошлости, у филму су искоришћени аутентични снимци Лечићевог учешћа на мартовским и демонстрацијама за Нову 1997. годину због чега он у филму, како је истакао Душан Ковачевић, "практично игра самог себе".[7]
- У првој подели, било је планирано да улогу Луке Лабана тумачи Данило Бата Стојковић, који ју је играо у позоришној представи и која је према тврдњама Душана Ковачевића "посебно написана за њега". Међутим, Стојковић је преминуо у марту 2002. године, месец дана након последњег, 416. извођења представе.[8] Ковачевић је, према сопственом признању, сачекао одређено време и касније, током писања сценарија, морао да напише "партитуре за другог певача", односно да лик прилагоди Бори Тодоровићу који је преузео главну улогу.[7]
- За разлику од претходних екранизација својих драма, на инсистирање продуцената филм је режирао сам Душан Ковачевић, што представља његову прву самосталну филмску режију.[9]
- Поред снимака који приказују Тејино учешће на демонстрацијама, у филму су коришћени и документарни записи који приказују пад Книна 1995, НАТО бомбардовање 1999. године, као и масовни скуп пред Народном скупштином приликом смене власти. Ови снимци су лишени оригиналне боје и тонирани су у браон као црно-бели снимак.[10]
- Снимање филма је започето крајем 2002. године, а трајало је седам недеља.[11]

## Музика у филму
Музика се у филму налази и у кафанским сценама, у којима се појављује Момчило Бајагић Бајага у улози кафанског певача, певајући по наруџби песму Пада влада. Музика из филма је објављена на ЦД-у у издању ПГП РТС.

## Гледаност и пријем
Филм је премијерно приказан 21. маја 2003. године у Сава центру. Према подацима Филмског центра Србије, у српским биоскопима је имао 214.378 гледалаца, што га чини другим најгледанијим српским филмом из 2003. године, одмах иза филма Мали свет Милоша Радовића.
Филм је добио веома добре реакције публике, што показује његова просечна оцена на филмском веб-сајту IMDB, која износи 8,4.
Међутим, критичари су филму замерали повремену неаутентичност и мањкавости у режији, уз образложење да Ковачевић није филмски режисер, већ драмски писац који „није до краја упознат са савременим филмским тенденцијама”. Делом и због тога, критика сматра да је Професионалац инфериоран у односу на друге филмове чији сценарио потписује Ковачевић, као и да није искористио потенцијал који му је омогућила истоимена позоришна представа.

## Награде
На 27. међународном филмском фестивалу у Монтреалу у великој конкуренцији филм је добио прву награду за сценарио.
Другу награду филм је добио од жирија Међународног удружења филмских критичара FIPRESCI (The International Federation of Film Critics).
Такође, Бора Тодоровић је за улогу Луке Лабана добио Grand Prix награду на Филмском фестивалу у Кану, док је на филмском фестивалу EuropaCinema у Вијаређу филм освојио награде за најбољи филм и најбољи сценарио.